# Francisco Plancarte y Navarrette

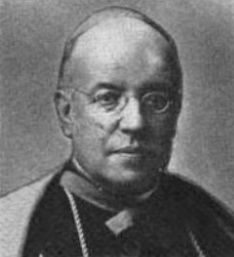
Francisco Plancarte y Navarrette

Francisco Plancarte y Navarrette (* 23. Oktober 1856 in Zamora de Hidalgo; † 2. Juli 1920) war ein mexikanischer Geistlicher und römisch-katholischer Erzbischof von Linares o Nuevo León.

## Leben
Francisco Plancarte y Navarrette empfing am 18. Dezember 1880 das Sakrament der Priesterweihe.
Am 17. September 1895 ernannte ihn Papst Leo XIII. zum Bischof von Campeche. Kurienkardinal Vincenzo Vannutelli, spendete ihm am 16. Februar 1896 die Bischofsweihe. Die Amtseinführung erfolgte am 26. November desselben Jahres. Am 28. November 1898 ernannte ihn Leo XIII. zum Bischof von Cuernavaca. Die Amtseinführung fand am 16. Februar 1899 statt. Papst Pius X. ernannte ihn am 27. November 1911 zum Erzbischof von Linares o Nuevo León. Am 3. Mai 1912 erfolgte die Amtseinführung.